# Дашратх Манджхі
Дашратх Манджхі (англ. Dashrath Manjhi; 1934 — 17 серпня 2007) — людина, яка змогла самотужки зрушити гору, спорудивши таким чином рятівну для багатьох людей дорогу. За це він отримав прізвисько «людина гори».

## Історія

### Життя
Дашратх жив і працював фермером у дуже маленькому й бідному селі поблизу міста Гая, штат Біхар. Проте власної землі не мав. Уряд не звертав належну увагу на село і не будував там лікарню, а щоб звернутися за медичною допомогою на той час, потрібно було їхати до сусіднього міста, а для цього доводилося об'їжджати пагорб, що значно збільшувало й ускладнювало маршрут. 
Дашратх щодня, вирушаючи на роботу, перебирався через небезпечний пагорб, аби скоротити шлях. Однак одного разу його дружина, перетинаючи пагорб, щоб принести чоловікові води, сильно поранилася, а дорога до лікарні була дуже довгою. Не отримавши вчасно медичної допомоги, жінка померла. Це сталося у 1959 році, за іншими даними у 1960 році. Того дня фермер Дашратх Манджхі вирішив сам прорубати шлях крізь пагорб, аби ні з ким більше не сталося такого нещастя.

### Прорубування пагорба
Упродовж 22 років (з 1960 по 1982 рр.) Дашратх Манджхі займався прорубуванням шляху в пагорбі. За допомогою зубила, молотка і лопати, він зробив у ньому прохід завдовжки 110 метрів (360 футів), шириною 9,1 метра (30 футів) і глибиною 7,6 метра (25 футів).
Спочатку над ним усі сміялися, вирішивши, що фермер збожеволів. Ніхто навіть і не подумав допомогти. Але поступово люди стали його підтримувати. Хтось приносив їжу, хтось допомагав купувати нові інструменти.
Завдяки праці Дашратха, відстань між районами Атри і Вазірганж округу Гая скоротилася із 75 до одного кілометра. Цією дорогою щодня користуються жителі близько 60 прилеглих сіл.

### Смерть
Дашратх Манджхі помер від раку жовчного міхура 17 серпня 2007 року. Уряд штату Біхар влаштував йому урочисті похорони на знак його заслуг.

## Манджхі у культурі
У 2015 році Болівудом був знятий фільм про нього із назвою Манджхі: Людина гори (англ. Manjhi: the Mountain Man).